# Niep (Altrheinrinne)

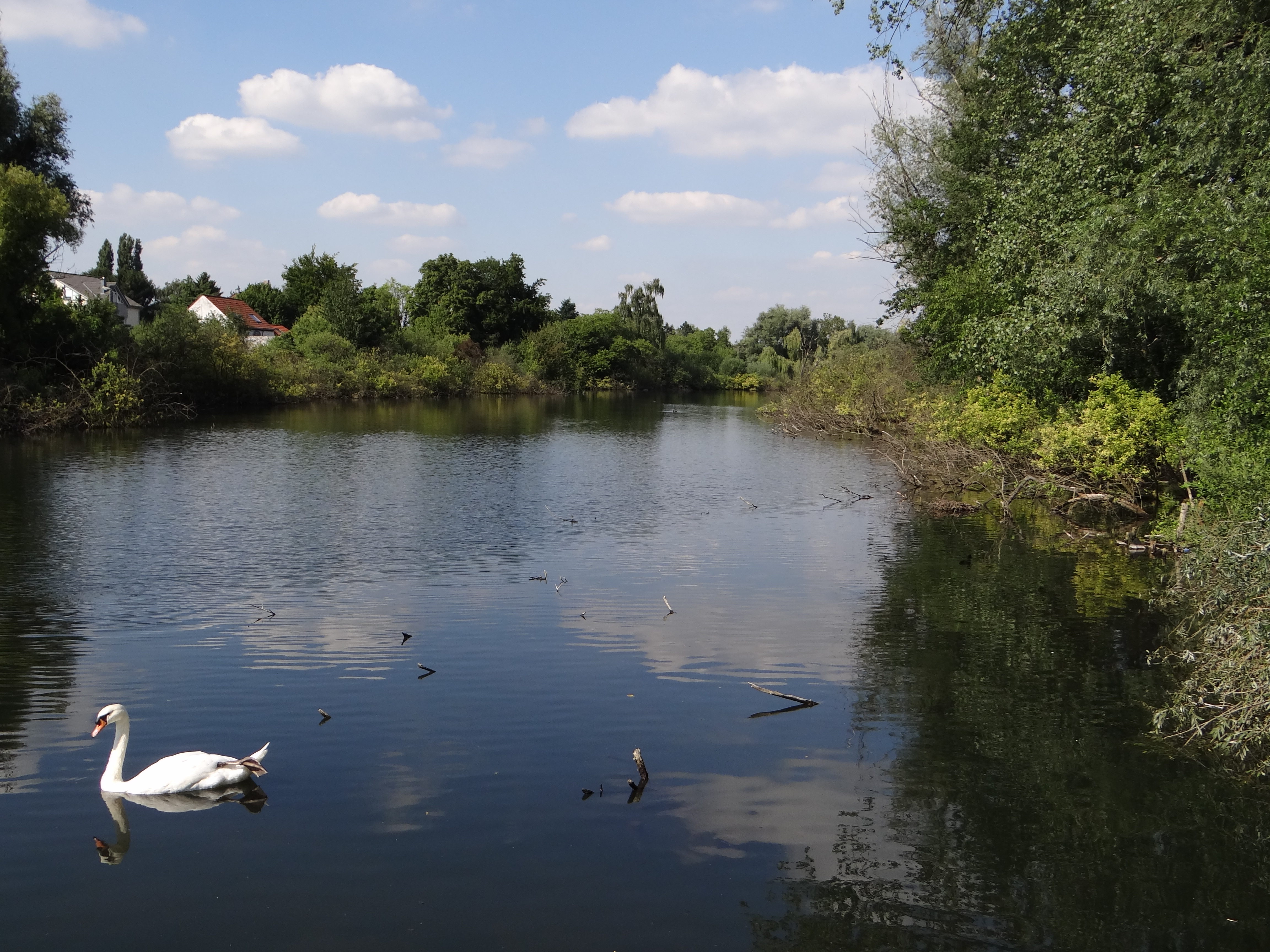
Typische Wasserkuhle mit Bruch- bzw. Auwaldufer im Naturschutzgebiet Riethbenden, einem Abschnitt des Niepkuhlenzuges bei Krefeld-Verberg

Die Niep, auch als Niepkuhlenzug oder unter diversen anderen Bezeichnungen (siehe unten) bekannt, ist eine verlandete Altstromrinne des Rheines, die sich als sumpfige Niederung von Krefeld über eine Vielzahl von Mäanderschleifen durch das linke Niederrheingebiet bis Vluyn und (unter anderem Namen) weiter bis Issum zieht. Von hier lässt sich die Rinne bis in das Einzugsgebiet der Niers und damit letztlich bis zur Maas verfolgen.
Entlang der Rinne, in der sich fast auf ganzer Länge ein Niedermoor gebildet hat, reiht sich perlenschnurartig eine Vielzahl kleinerer und größerer Tümpel und Seen (meist ehemalige Torfkuhlen) aneinander, die durch verschiedene Bäche und Gräben locker verbunden sind. Der Niepkuhlenzug mit seinen ökologisch wertvollen Feuchtgebieten bildet eines der wichtigsten Biotopsysteme des Niederrheines, viele Abschnitte stehen unter Naturschutz.

## Bezeichnungen
Niep (auch Nep, Neip oder Nip) ist eine regionale Flurbezeichnung aus dem Rheinland, die ein feuchtes, häufig mit flachem Wasser bedecktes Gelände bezeichnet. Derselbe Ursprung steckt auch hinter den Namen von Köln-Nippes, der Siedlung Niephauserfeld bei Rheinkamp-Repelen oder des Niepgrabens bei Rheinberg.
Neben der ursprünglichen Kurzbezeichnung Niep ist die Rinne als Ganzes auch unter diversen anderen Namen bekannt: Niepkuhlen oder -kuhlenzug, -kanal, -graben oder -rinne. Außer den Nieper Kuhlen auch Nieper Benden, Bruch, Kendel, Rhein, Altrhein oder Altrheinrinne.
Einzelne Abschnitte (bzw. die darin gelegenen Gewässer) werden weiterhin mit lokalen Namen (siehe unten) bezeichnet.

## Entstehung

### Erdgeschichtliche Hintergründe
In der vorletzten Eiszeit, der Saale-Eiszeit, drangen die Gletscher des Inlandeises, von Skandinavien aus Richtung Nordosten kommend, zur Zeit ihrer größten Ausbreitung (im sogenannten Drenthe-Stadium) bis in die nördliche Niederrheinische Tiefebene vor. Die Eismassen schoben große Erd- und Gesteinsmassen vor sich her, türmten diese zu Stauchmoränen auf und formten so den Niederrheinischen Höhenzug, der heute mit Unterbrechungen von Krefeld in nordnordwestlicher Richtung bis Nimwegen erstreckt. Teil dieses Höhenzuges sind der Hülser Berg und die Schaephuysener Höhen. Etwa bei Krefeld kreuzte die Gletscherfront, markiert durch den oben erwähnten Moränenzug, den heutigen Rhein. Durch die Eis- und Gesteinsmassen der Gletscher wurde auch der von Süden kommende Ur-Rhein nach Westen, Richtung Niers und Maas, abgedrängt.
Nachdem sich das Eis in der kommenden Warmzeit wieder zurückgezogen hatte, verblieb der Hauptstrom des Ur-Rheines zunächst westlich des Niederrheinischen Höhenzuges. Erst in der Jüngeren Dryaszeit, am Ende der nächsten (und bis heute letzten) Eiszeit, der Weichsel-Kaltzeit, führte der Ur-Rhein mit dem Abtauen der Alpengletscher, insbesondere zur Schneeschmelze im Frühjahr, so gewaltige Mengen an Wasser und Sedimenten, dass er die Niederterrasse aufschotterte, den Niederrheinischen Höhenzug an mehreren Stellen durchbrach und sich auf dessen Ostseite, in die Nähe des heutigen Bettes, verlagerte. Der Ur-Rhein hatte damals bei Hochwasser in dieser Region eine Breite von mehreren zehn Kilometern.
Während seiner Verlagerung nach Osten grub sich der stark mäandrierende und in zahlreiche Nebenarme verwilderte Rhein in die Niederterrasse ein und hinterließ in der flachen Landschaft ein stark verzweigtes System aus Rinnen (niederrheinisch „Kendel“) und dazwischenliegenden Erhöhungen (niederrheinisch „Donken“) mit einem Höhenunterschied von nur etwa 2–3 Metern („Kendel-Donken-Landschaft“).
Irgendwann im Holozän (genauere Bestimmung ungewiss, vermutlich im Atlantikum, d. h. kulturgeschichtlich in der Mittelsteinzeit) kam es im zu einer Abtrennung des Nieper Rheinarmes vom Hauptstrom, so dass dieser nicht mehr durchströmt wurde und langsam verlandete.
Die größeren Wasserflächen entlang der Niep sind größtenteils mit Grundwasser vollgelaufene Tagebaugruben zur Gewinnung von Torf und Grieserde (siehe Abschnitt Nutzung).

### Nutzung und Veränderung durch den Menschen

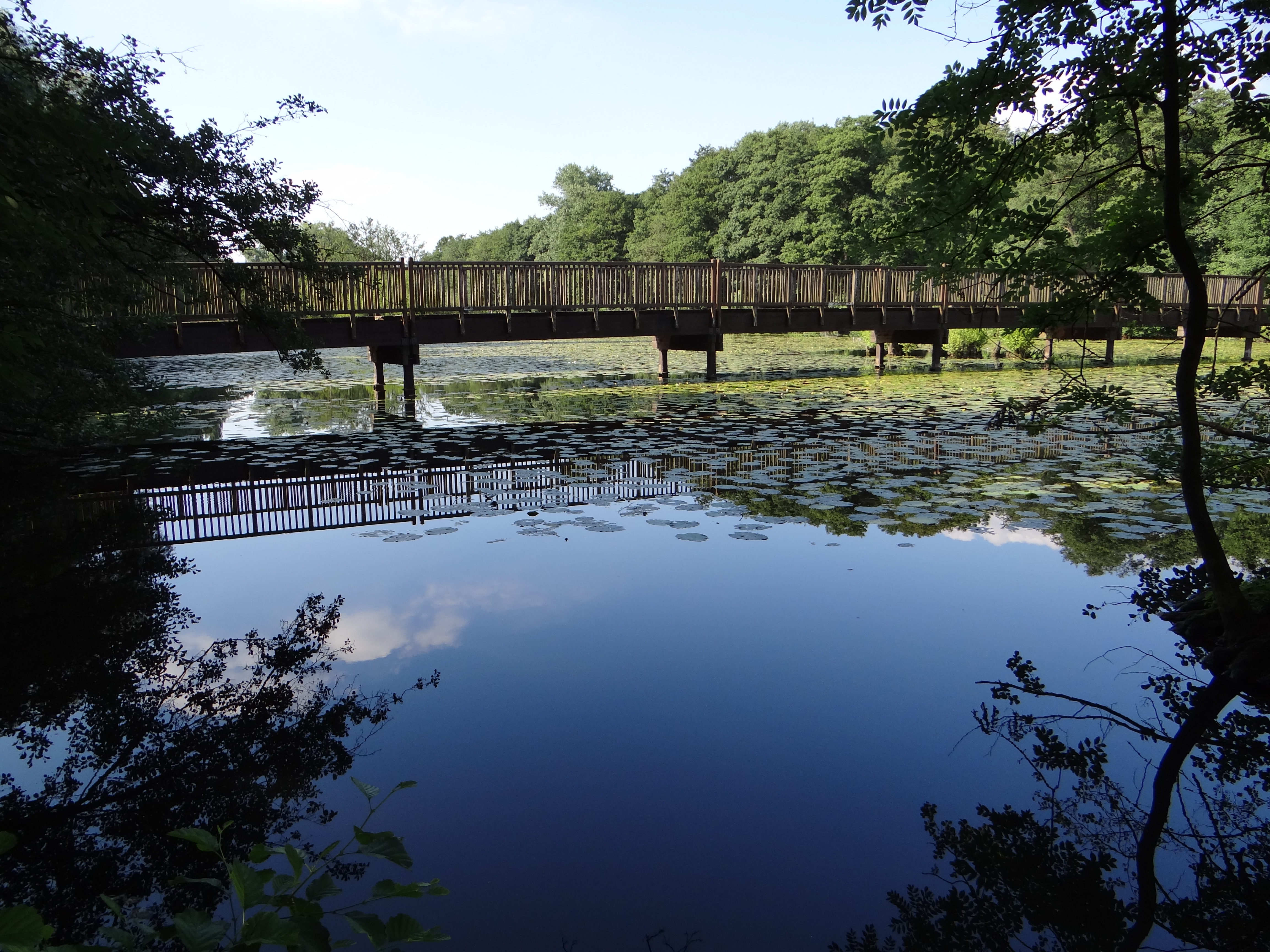
Die mittlerweile durch einen Neubau ersetzte Niepkuhlenbrücke eine Fußgängerbrücke bei Krefeld-Traar

Wegen des sumpfigen Geländes und der Überschwemmungsgefahr sind die Niederungen der Niep nicht als Ackerland oder zur Besiedlung geeignet. Eine landwirtschaftliche Nutzung erfolgt größtenteils allenfalls als Grünland. In der ersten Hälfte des 20. Jahrhunderts wurden einige höhergelegene Bereiche der Niep durch Drainagegräben entwässert und soweit trockengelegt und kultiviert, dass sie als Ackerland genutzt werden können.
Vom 18. bis späten 19. Jahrhundert wurde an vielen Stellen die im Niedermoor gebildete, etwa ein bis zwei Meter dicke Torfschicht abgebaut. Der Torf diente der armen Landbevölkerung als minderwertiger aber billiger Brennstoff für den Hausbrand. Bis zum Grundwasserniveau wurde der Torf mit Schaufeln gestochen; in größerer Tiefe wurde wegen des in die Kuhle eindringenden Wassers mit Schleppnetzen weitergearbeitet. Neben dem Torf wurde teilweise auch die darunterliegenden Grieserde gewonnen, die zur Bodenverbesserung von Ackerland benutzt wurde.
Ab dem 20. Jahrhundert ruhte der Torfabbau und die entstandenen Kuhlen blieben als Baggerseen zurück. Später wurden diese Gewässer vielfach zum Angeln genutzt und als Fischteiche entwickelt und bewirtschaftet.
Wegen des Steinkohlebergbaus in der Region, bei Kamp-Lintfort und Rheinberg (z. B. Bergwerk West) kam es ab dem 20. Jahrhundert auch im Bereich der Niep zu Bergsenkungen, und da die Rinne nur ein extrem schwaches Gefälle aufweist, wurde der Wasserabfluss lokal gestört und verändert.
Ab den 1970er-Jahren wurde zunehmend die Bedeutung der Niep und ihrer Kuhlen als Biotop erkannt, jedoch wurden erst ab den späten 1980er-Jahren immer weitere Bereiche der Niederung unter Naturschutz gestellt (siehe unten).
Heute dient die Niep auch der Naherholung; an vielen Stellen (naturgeschützte Ruhezonen ausgenommen) ist das Gebiet durch Spazier-, Wander- und Radwege erschlossen. An den Ufern der größeren Wasserflächen finden sich vielfach Anlegestellen für Ruder- und Tretboote; Motorboote sind nicht zulässig. In den geschützten Bereichen gibt es an einigen ausgewählten Stellen Wege, Stege und Plattformen für die Naturbeobachtung.

## Verlauf und lokale Namen

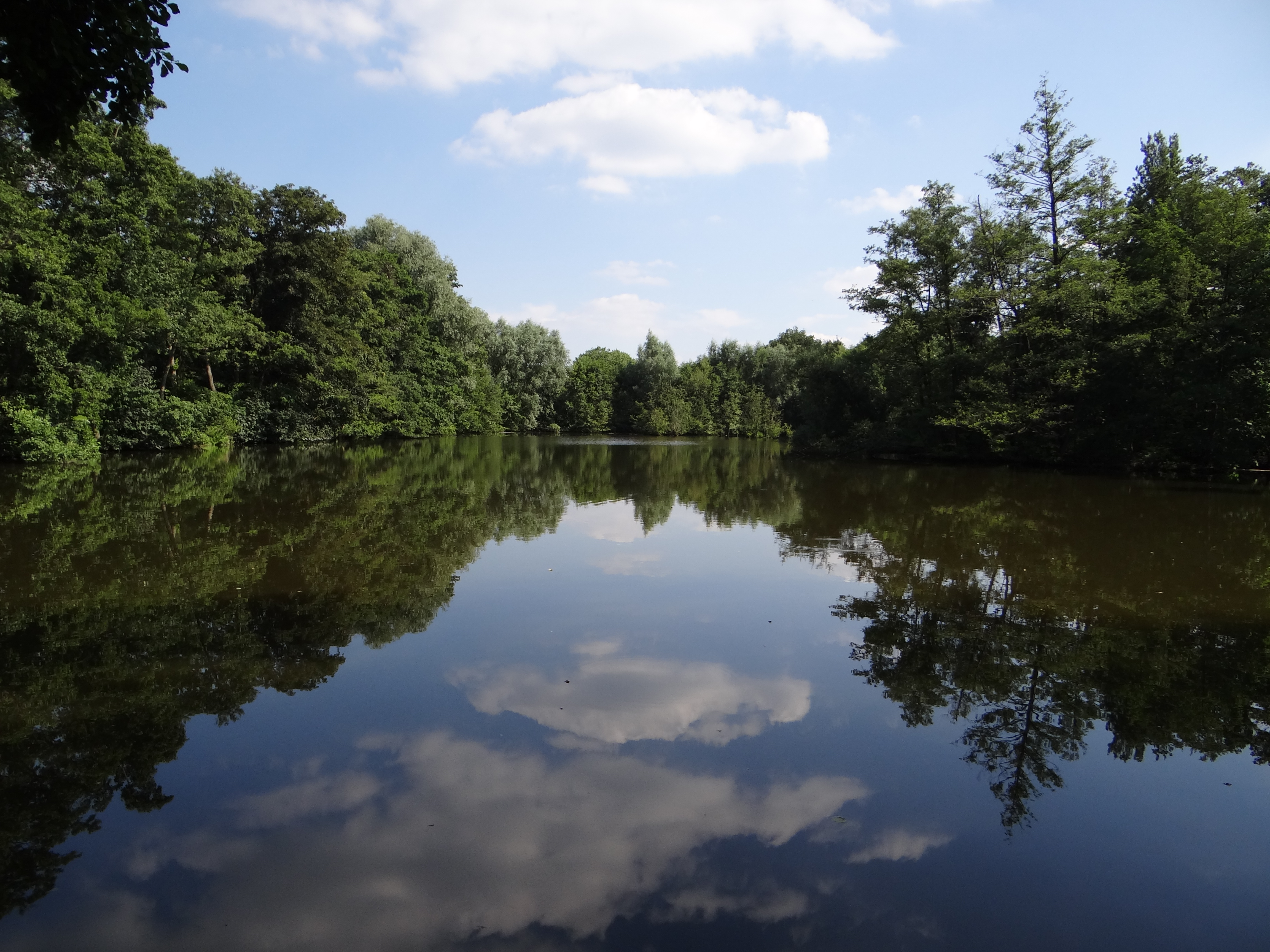
Die Holtmoers bei Krefeld-Verberg

Die Niep ist die Fortsetzung einer Reihe von Alt- und Nebenarmschlingen, die sich ab dem Eintritt in die Niederrheinische Bucht insbesondere links des heutigen Rheinverlaufes ausmachen lassen.
Auf alten Karten (z. B. Tranchots Topographische Aufnahme der Rheinlande) ist die Niep-Rinne deutlich ab Bockum zu erkennen, wo sie sich von einer jüngeren Rinne abteilt, die von Linn kommend Richtung Uerdingen verläuft. Im dichtbesiedelten östlichen Stadtgebiet von Krefeld ist die Rinne heute nur noch schwach an einigen Grünflächen und Gewässern zu erkennen, die den ehemaligen Verlauf säumen: Die Rinne verläuft vom Bockumer Zentrum in eine Rechtskurve nach Westen über den Sollbrüggenpark und den Schönhausenpark und weiter nach Norden durch die Kleingartenkolonie Bockum-West. Ab hier markiert der Moersbach den Verlauf der Rinne, die sich in einer langgezogenen Linkskurve um den Stadtwald mit der Trabrennbahn herum zieht.
Nordwestlich des Stadtwaldes, zwischen Verberg und Kliedbruch, trifft die Rinne auf die östliche Flanke des Hülser Berges. Die Rinne biegt scharf nach Norden ab und folgt dem Verlauf des Niederrheinischen Höhenzuges auf seiner Ostseite, an Traar vorbei, zwischen Hülser Berg und Egelsberg hindurch und weiter bis zum Ort Niep (so genannt wegen seiner Lage bei der Niep). Von hier geht es auf der Ostseite des Tönisberges bis nach Vluyn. Danach zieht sich die Niederung in einer Linksschleife um den Littard herum bis nach Rheurdt.
In ihrem Verlauf wird die Rinne bzw. die in der Niederung liegenden Gewässer, lokal mit unterschiedlichen Namen bezeichnet. Beim Krefelder Stadtwald, wo über eine längere Strecke der Moersbach in der Niep-Niederung verläuft, wird diese auch die Moers bzw. im oberen Bereich Holtmoers genannt. Der Name Niep bzw. Niepkuhlen wird etwa ab dem Krefelder Stadtwald benutzt. Zwischen Verberg und Traar heißt die Niederung auch Riethbenden. Zwischen Traar und Vluyn werden mehrere Abschnitte der Niep unterschieden: Schuhmachersniep, Kirchwehmsniep, Brucksche Niep und Waldwinkelsniep. Bei Vluyn heißt die Niep dann Großer und Kleiner Parsick. Am Schloss Bloemersheim bildet die Niep den Schlossweiher, danach wird sie bis zum Littard durch die Littardsche Kendel begleitet.
Zwischen Krefeld und Issum reiht sich im Bereich der Niep eine Vielzahl ehemaliger Torfkuhlen aneinander, die teilweise einfach als Niepkuhlen bezeichnet werden, teilweise aber auch eigene Namen tragen: Waldwinkelskuhlen, Hacksteinskaulen, Littardkuhlen, Meenenkaule, Pastorskuhle, Kaplanskuhlen, Stammenkuhle, Blink, Spick, Fleuthkuhlen, …
Im Bereich nördlich von Rheurdt, wo die Rinne den Verlauf des historischen Kanals Fossa Eugeniana kreuzt, wird die Rinne flacher und es zweigen mehrere, teilweise nur schwach ausgeprägte Rinnen nach Osten ab. Dieser flache Bereich bildet eine Wasserscheide; ein Teil des Oberflächenwassers fließt von hier über die Littardsche und Eyllsche Kendel sowie die Fossa Eugeniana Richtung Osten, an Kamp-Lintfort und Rheinberg vorbei, zum Rhein. Der größere Teil jedoch (mit der Nenneper Fleuth, der Hoerstgener Kendel und der Issumer Fleuth) fließt durch ein Durchbruchstal im Niederrheinischen Höhenzug (zwischen den Schaephuysener Höhen im Süden und der Bönninghardt im Norden) Richtung Westen, ins Einzugsgebiet von Niers und Maas. Diese Rinnen ziehen sich an Sassenrath vorbei, östlich um den Oermter Berg mit Oermten herum, an Hoerstgen vorbei, bis nach Issum. Hinter Issum vereinigen sich die Rinnen wieder zu einer Hauptrinne (Issumer Fleuth), die sich in mehreren Schleifen, um den Finkenhorst herum (als Spandicks Ley), an Aengenesch, Geldern-Kapellen und Wetten vorbei, bis nach Kevelaer zieht. Bei Winnekendonk mündet die Issumer Fleuth in die Niers, und die Rinne verschmilzt mit dem breiten Tal der Niers (mit der Kendel als Nebenfluss), welches letztlich bei Cuijk in das Tal der Maas übergeht.

## Biotop

### Tier- und Pflanzenwelt
Entlang der Niep hat sich ein typisches Niedermoor-Biotop mit ausgedehnten Bruch- und Auwaldbereichen, Röhrichten und Großseggenrieden gebildet. Die Wasserflächen sind wegen der geringe Wassertiefe an vielen Stellen durch üppige Schwimmblattpflanzen bedeckt.
Das Feuchtgebiet bietet Lebensraum, Nahrungs-, Rast- und Brutbiotop für viele, teilweise seltene oder bedrohte Vogelarten, insbesondere Wasservögel wie Zwergtaucher, Eisvogel, Kiebitz, Teichrohrsänger, Wiesenpieper, Flussuferläufer, Teichhuhn u. ä. Daneben finden zahlreiche Fisch- und Amphibienarten wie Teichfrosch, Teich-, Berg- und Kammmolch oder die Erdkröte hier Laich- und Lebensraum, ebenso wassernah lebende Insekten, z. B. Libellen, und andere Gliederfüßer.

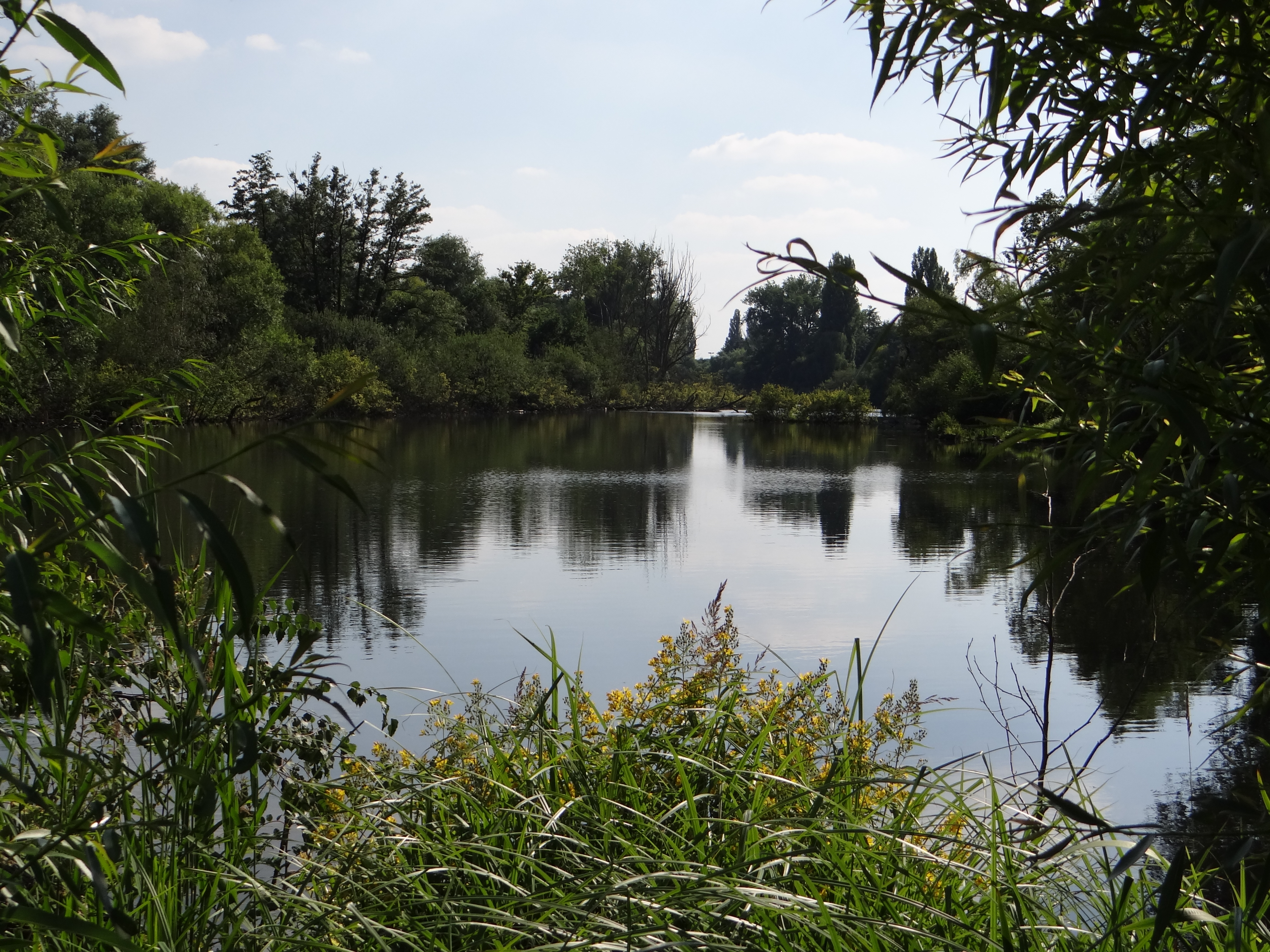
Wasserkuhle mit Schilfgürtel und Bruchwaldufersaum im NSG Riethbenden bei Verberg
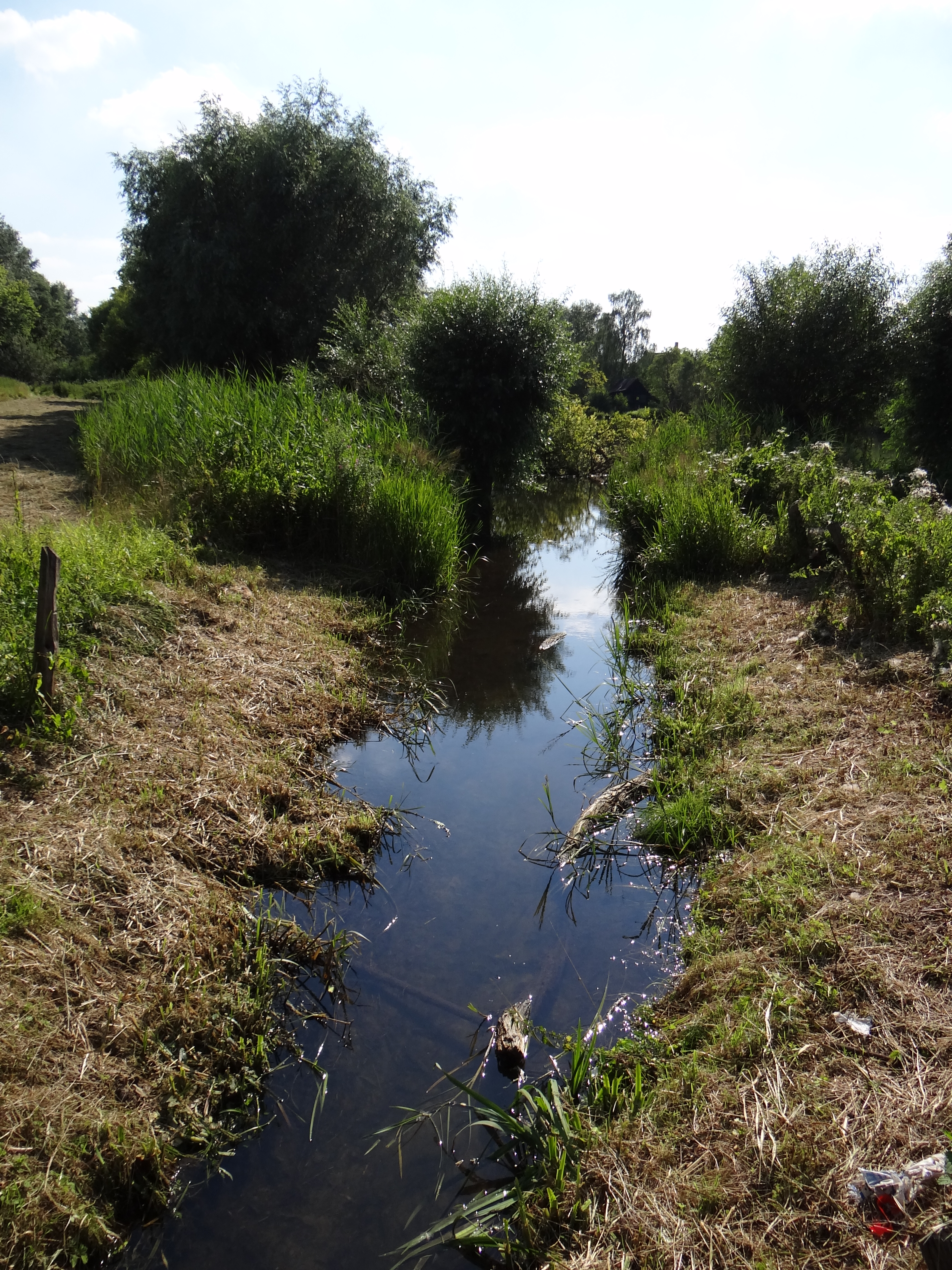
Naturnaher Wassergraben in den Riethbenden
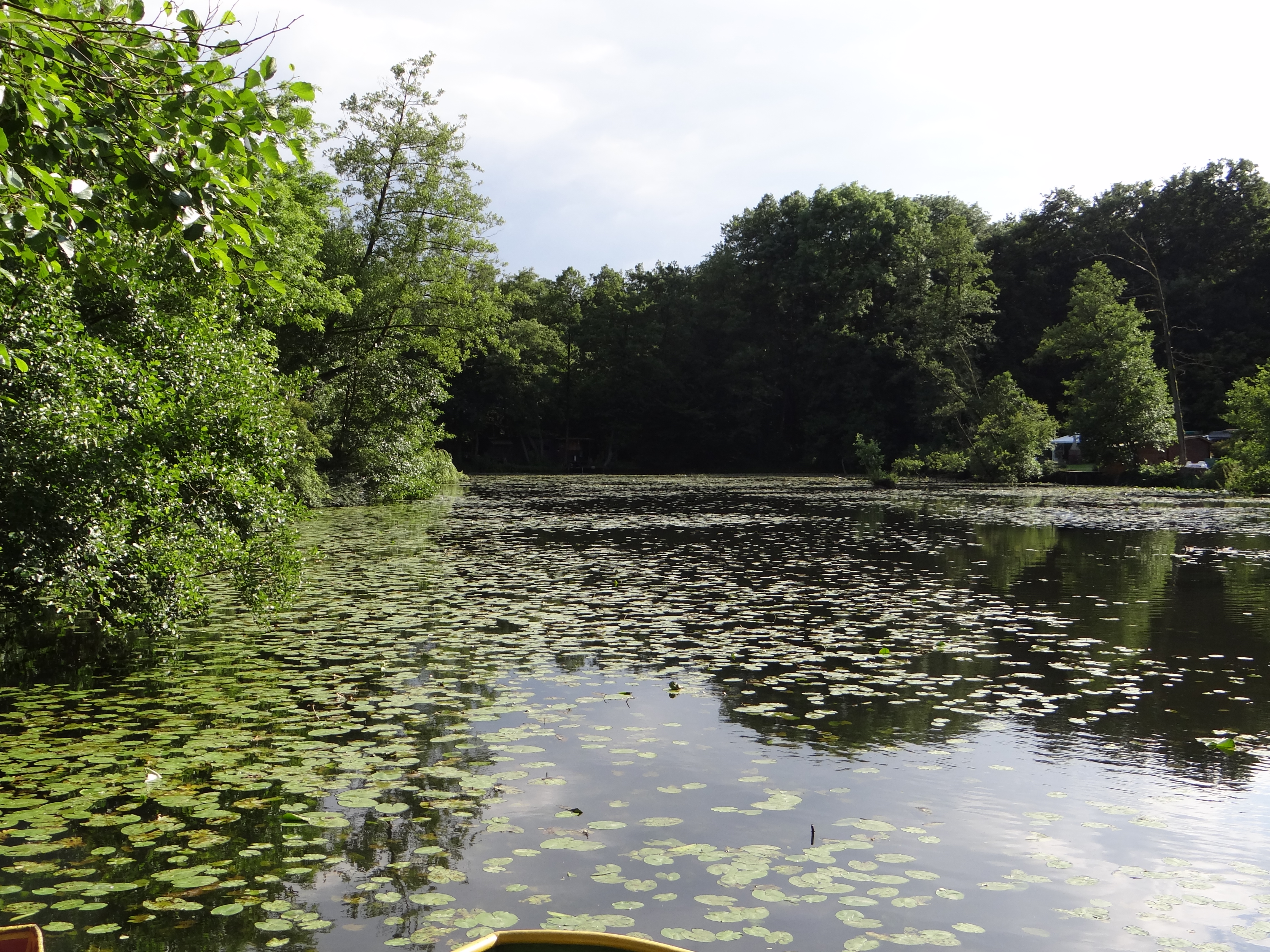
Schwimmblattvegetation auf den Littardkuhlen am Rand der Littard bei Rheurdt
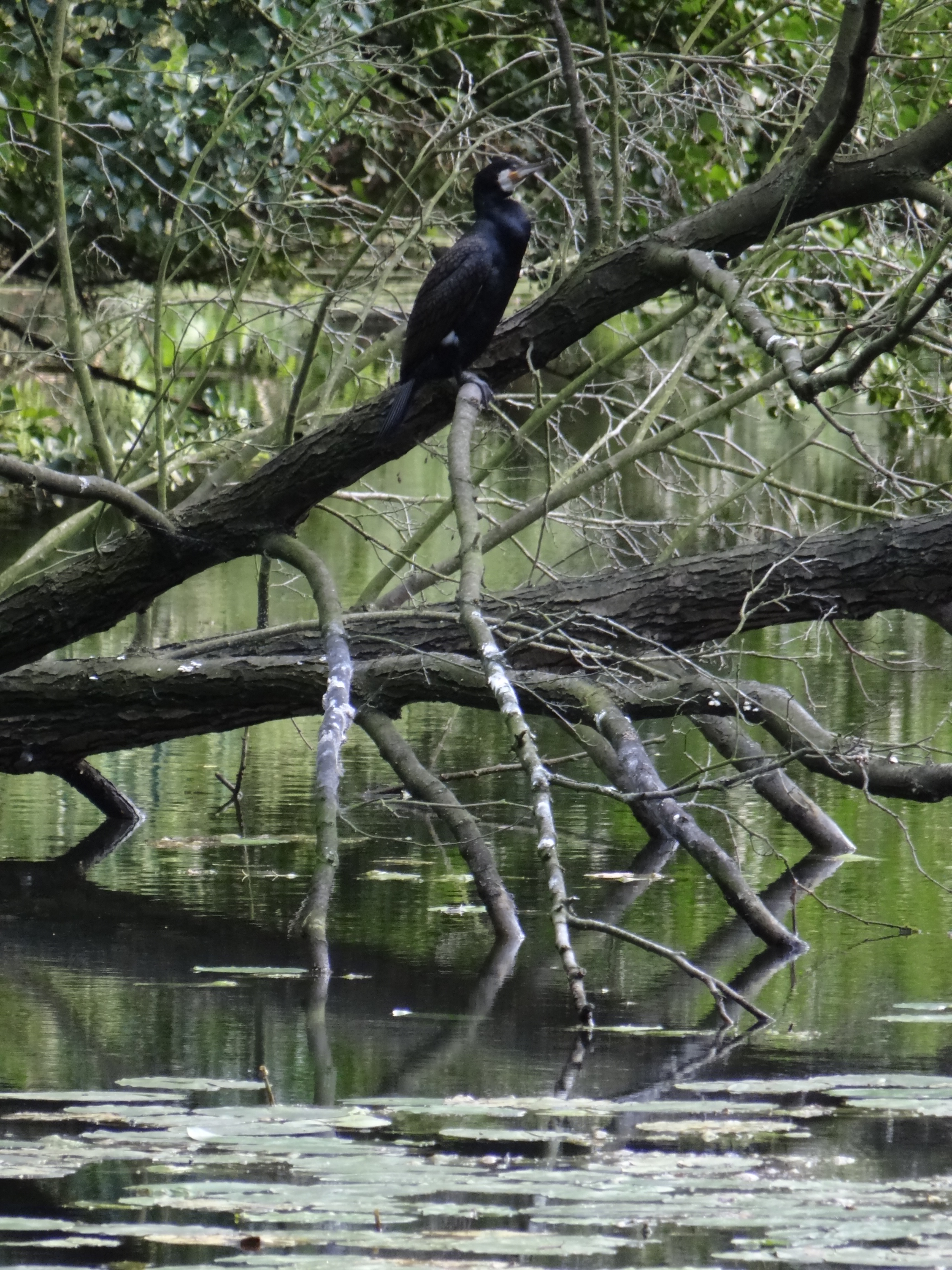
Ein Kormoran auf einem umgebrochenen Baum am Kleinen Parsick bei Vluyn

### Naturschutzgebiete
Entlang des Niepkuhlenzuges liegt eine ganze Reihe von Natur- und Landschaftsschutzgebieten:
| Typ     | Name                                  | Kennung            | Fläche (ha) | seit | IUCN-Kat. | CDDA-Nr. | nächste Ortschaft       | Koordinaten                   | Bemerkung                                     |
| ------- | ------------------------------------- | ------------------ | ----------- | ---- | --------- | -------- | ----------------------- | ----------------------------- | --------------------------------------------- |
| NSG     | Riethbenden                           | KR-009             | 25          | 2005 | IV        | 378269   | Krefeld-Verberg         | 51° 22′ 01″ N, 006° 34′ 23″ O |                                               |
| NSG     | Niepkuhlen                            | KR-008             | 32          | 2005 | IV        | 378245   | Krefeld-Hülser Berg     | 51° 23′ 12″ N, 006° 33′ 32″ O |                                               |
| LSG     | Niepkuhlen                            | 4605-003           | 563         | 1992 | V         | 323225   |                         |                               |                                               |
| NSG     | Nieper Altrheinrinne                  | WES-043            | 78          | 1989 | IV        | 164821   | zwischen Niep und Vluyn | 51° 24′ 20″ N, 006° 33′ 02″ O |                                               |
| NSG     | Niep                                  | VIE-024            | 29,37       | 1989 | IV        | 164820   | Tönisberg               | 51° 24′ 15″ N, 006° 32′ 51″ O |                                               |
| NSG     | Waldwinkelkuhle                       | KR-002             | 11,15       | 2005 | IV        | 166157   | Hülser Berg             | 51° 24′ 16″ N, 006° 32′ 05″ O |                                               |
| NSG     | Nieper Altrheinrinne bei Bloemersheim | WES-042            | 4,64        | 1989 | IV        | 164822   | Vluyn-Bloemersheim      | 51° 26′ 24″ N, 006° 31′ 18″ O |                                               |
| NSG FFH | Staatsforst Rheurdt/Littard           | KLE-046 (4504-301) | 145         | 2004 | IV        | 329635   | Rheurdt                 | 51° 27′ 37″ N, 006° 29′ 49″ O |                                               |
| LSG     | Wehrlingsbruch                        | 4504-038           | 100         | 1994 | V         | 325689   | Rheurdt                 | 51° 28′ 44″ N, 006° 28′ 54″ O |                                               |
| LSG     | Niers und Fleuthniederung             | 4403-001           | 288         | 1995 | V         | 323227   | Issum                   | 51° 29′ 25″ N, 006° 28′ 19″ O |                                               |
| NSG     | Blink                                 | KLE-034            | 3,55        | 1992 | IV        | 162460   | Hoerstgen               | 51° 29′ 56″ N, 006° 28′ 05″ O | Gebiet geteilt zwischen Kreis Wesel und Kleve |
| NSG     | Blink                                 | WES-040            | 10,28       | 1989 | IV        | 344624   | Hoerstgen               | 51° 29′ 56″ N, 006° 28′ 05″ O | Gebiet geteilt zwischen Kreis Wesel und Kleve |
| NSG FFH | Fleuthkuhlen                          | KLE-005 (4404-301) | 579         | 1981 | IV        | 163117   | Issum                   | 51° 32′ 34″ N, 006° 22′ 45″ O | [ 8 ]                                         |
| NSG     | Issumer Fleuth                        | KLE-047            | 17          | 2004 | IV        | 349936   | Kevelaer-Winnekendonk   | 51° 35′ 46″ N, 006° 18′ 13″ O |                                               |
| NSG     | Streusselbruch                        | KLE-048            | 20          | 2009 | IV        |          | Wetten                  | 51° 34′ 19″ N, 006° 18′ 23″ O |                                               |
| NSG     | Hoenselaersche Bruch                  | KLE-049            | 18,7        | 2009 | IV        |          | Wetten                  | 51° 33′ 47″ N, 006° 19′ 25″ O |                                               |
| NSG     | An der Horst                          | KLE-050            | 31,9        | 2009 | IV        |          | Wetten                  | 51° 33′ 19″ N, 006° 17′ 52″ O |                                               |

- Karte mit allen Koordinaten:
- OSM |
- WikiMap